# Peter Robinson (homme politique d'Irlande du Nord)
Pour les articles homonymes, voir Peter Robinson et Robinson.
Peter David Robinson, né le 29 décembre 1948 à Belfast, est un homme d'État britannique d'Irlande du Nord, membre du Parti unioniste démocrate (DUP) et Premier ministre nord-irlandais entre 2008 et janvier 2016.

## Formation et carrière
Il accomplit ses études secondaires dans les quartiers Est de Belfast, puis suit des études supérieures d'anglais et de mathématiques à l'université métropolitaine de Belfast. Il travaille ensuite comme agent immobilier chez Alex Murdoch & Deane, avant d'être recruté par le pasteur Ian Paisley comme assistant parlementaire à la Chambre des communes.

## Vie politique

### Les débuts
Bien qu'il ne soit pas issu d'une famille unioniste, il s'engage très tôt en politique en rejoignant le Parti unioniste démocrate (DUP), dont il devient secrétaire général pendant quatre ans à partir de 1975. Cette même année, il échoue à se faire élire à la convention constitutionnelle nord-irlandaise, imaginée par le gouvernement britannique du travailliste Harold Wilson.
Il remporte son premier mandat électoral deux ans plus tard, étant élu membre du conseil local du quartier de Castlereagh, à Belfast, où il siégera pendant trente ans.

### Député à Westminster
En 1979, il est choisi comme candidat aux élections générales dans la circonscription Belfast East. Alors qu'elle constituait un bastion des unionistes modérés, il s'imposa face au député sortant avec à peine soixante-quatre voix d'avance, devenant le benjamin de la Chambre. Régulièrement réélu, il démissionne en 1985, pour protester contre l’Anglo-Irish Agreement, mais retrouve son siège dès l'année suivante, à l'occasion d'une élection partielle. En 1986, il fonde avec Ian Paisley le groupe paramilitaire loyaliste Ulster Resistance.
À partir des élections de 2001, sa femme Iris le rejoint sur les bancs de la Chambre. Ils sont alors le premier couple de députés à représenter l'Irlande du Nord. Il est battu en 2010 par la candidate de l'Alliance, Naomi Long, avec 32,8 % des voix, contre 37,2 % à son adversaire. Après trente-et-un ans de mandat, soit le record pour un député de Belfast, il est contraint de quitter le palais de Westminster.

### Ministre nord-irlandais
Parallèlement à sa carrière de député britannique, il mène une activité intense en Irlande du Nord. En 1980, il est nommé vice-président du DUP, puis il se voit élu à l'Assemblée nord-irlandaise deux ans plus tard. Il démissionne brièvement de son poste au sein du parti en 1987, puis devient membre du Forum nord-irlandais pour le dialogue politique en 1996. Lors des premières élections régionales du 25 juin 1998, il est élu député de la circonscription locale Belfast East à l'Assemblée nord-irlandaise, puis entre au gouvernement de David Trimble comme ministre du Développement régional, le 2 décembre 1999.
Les institutions nord-irlandaises sont suspendues de février à mai 2000, et lui-même renonce à son poste entre le 27 juin et le 24 octobre 2001. Le 14 octobre 2002, le gouvernement britannique procède à une nouvelle suspension des institutions locales, à caractère indéfini. Des élections régionales sont organisées le 26 novembre 2003, au cours desquelles il conserve son siège mais sans jamais l'occuper.
Réélu aux élections du 7 mars 2007, il devient le 8 mai plus tard ministre des Finances et de la Fonction publique dans le gouvernement de coalition dominé par les partis ennemis du DUP et du Sinn Féin, républicain et catholique, dirigé par Ian Paisley.

### Chef du DUP et Premier ministre
Le 4 mars 2008, Paisley fait savoir qu'il compte démissionner de la présidence du DUP. Robinson est proposé pour sa succession à l'unanimité des députés régionaux le 14 avril, et les cent vingt membres l'élisent officiellement, là encore à l'unanimité, trois jours plus tard. Ayant pris ses fonctions le 31 mai, Peter Robinson est investi le 5 juin suivant Premier ministre d'Irlande du Nord par les députés régionaux. Dans le cadre de la diarchie consociationaliste nord-irlandaise, Martin McGuinness, membre du Sinn Féin, reste vice-Premier ministre.

#### L'affaire Iris Robinson
Peter Robinson annonce le 11 janvier 2010 qu'il se suspend de ses fonctions et les transfère à la ministre des Entreprises, Arlene Foster, pour un délai maximum de six semaines, le temps de prouver son innocence dans un scandale impliquant Iris Collins (en), son épouse. Trois jours plus tôt, la BBC avait en effet diffusé un reportage démontrant que celle-ci avait obtenu une aide de cinquante mille livres sterling, provenant de deux promoteurs, en faveur de son amant de dix-neuf ans, Kirk McCambley. Le programme précisait que le Premier ministre, ayant eu connaissance de cette affaire, avait réclamé le remboursement intégral de la somme, ce qui s'était produit, mais il n'avait pas averti les autorités compétentes, en violation du code de conduite ministériel de l'exécutif nord-irlandais. Aucune mesure judiciaire n'ayant été menée, il retrouve son poste le 5 février 2010, mais perd son poste de député aux élections législatives suivantes.

## Vie familiale
Il épouse Iris Robinson en 1970 et le couple a trois enfants, deux garçons et une fille.
Iris Robinson est élue maire du borough de Castlereagh en 1992, puis membre de l'Assemblée d'Irlande du Nord, et enfin députée de Strangford à la Chambre des communes du Royaume-Uni en 2001. Leur fils cadet Gareth a été conseiller local de Castlereagh. À l'époque où ils étaient parlementaires, Iris Robinson a employé leur fils Jonathan comme directeur de sa permanence parlementaire, tandis que Peter Robinson fournissait le même emploi à Gareth et avait recruté leur fille Rebekah comme assistante.